# كوشك إسماعيل آباد (مقاطعة فيروزآباد)
كوشك إسماعيل‌آباد (بالفارسية: کوشک اسماعیل‌آباد) هي قرية تقع في قسم خواجه‌اي الريفي في إيران. يقدر عدد سكانها بـ 341 نسمة بحسب إحصاء 2016.